# 紀元前443年
紀元前443年（きげんぜん443ねん）は、ローマ暦の年である。
当時は、「マケリヌスとバルバトゥスが共和政ローマ執政官に就任した年」として知られていた（もしくは、それほど使われてはいないが、ローマ建国紀元311年）。紀年法として西暦（キリスト紀元）がヨーロッパで広く普及した中世時代初期以降、この年は紀元前443年と表記されるのが一般的となった。

## 他の紀年法
- 干支 : 戊戌
- 日本
  - 皇紀218年
  - 孝昭天皇33年
- 中国
  - 周 - 貞定王26年
  - 秦 - 厲共公34年
  - 晋 - 哀公9年
  - 楚 - 恵王46年
  - 斉 - 宣公13年
  - 燕 - 成公12年
  - 趙 - 襄子33年
  - 魏 - 文侯3年
- 朝鮮
  - 檀紀1891年
- ベトナム :
- 仏滅紀元 : 102年
- ユダヤ暦 : 3318年 - 3319年

## できごと

### 共和政ローマ
- 執政官の新たな選出が行なわれず、そのかわりに執政官を代行する軍人の護民官たちが指名された。執政官に就けるのはパトリキ（貴族）だけであったが、軍人の護民官となった者の中にはプレブス（平民）もいた。執政官代行には、共和政の財務、行政にとって重要な、人口調査を実施する責任が課されていた。平民が人口調査の実験を握る可能性を排除するため、貴族たちは執政官と護民官から人口調査を実施する権能を切り離し、「ケンソレス (censores)」と呼ばれるローマの貴族だけから選ばれる2人の行政官 (Magistrate) に委ねることとした。

### イタリア
- ペリクレスが、イタリア南部のシュバリス (Sybaris) の跡に、植民都市トゥリイを創設した。入植者の中には、ヘロドトスとリュシアスが含まれていた。